# 诺基亚6260
Nokia 6260是Nokia第一支掀蓋式智慧型手機。它使用Nokia S60介面，使用Symbian作業系統。此手機的特色是螢幕可以打開後雙向旋轉以使用照相功能或是瀏覽功能。其他特殊功能是內建收音機與支援熱插拔MMC記憶卡。
Nokia 6260可以播放MP3，不過音質很差(單聲道，無加重低音)。但是由於播放MP3與播放FM收音機使用的晶片不一樣，所以6260的FM收音機可以播放立體聲。
由於Nokia 6260是使用Symbian作業系統，它可以安裝其它的軟體，像是影片播放程式與遊戲等等。
Nokia 6260的傳輸功能有藍芽與紅外線，還有Nokia的Pop-port。但是相機只有30萬像素，不過擁有良好的感光性。此外它支援RS-MMC記憶卡。

## 外部連結
- Nokia官方網站